# Rudolf Ginsthofer
Rudolf Ginsthofer (* 10. November 1970) ist ein österreichischer Fußballspieler auf der Position eines Stürmers, der früher mit dem SV Stockerau in der österreichischen zweiten Liga spielte. Aktuell ist er Trainer beim USC Muckendorf/Zeiselmauer in der niederösterreichischen 1. Klasse Nordwest.

## Karriere

### Spieler
Ginsthofer wechselte im Alter von 21 Jahren zum damaligen 2. Landesligisten SV Langenrohr, wo er allerdings nur ein halbes Jahr blieb, weil er an SV Stockerau, die damals in der Regionalliga Ost spielten, verliehen wurde. Nach einem halben Jahr kehrte er wieder nach Langenrohr, mittlerweile in die Landesliga Niederösterreich aufgestiegen, zurück. Nach zwei Jahren ging er zum ASK Kottingbrunn, dort blieb er auch nur relativ kurz. Er wechselte dann in die Erste Liga zum SV Stockerau, wo auch Rainer Ginsthofer spielte. Doch auch dort blieb er nur kurz und wechselte abermals nach Langenrohr, dort war er sieben Jahre. Sein letzter Wechsel war zum SV Absdorf, wo er 2009 seine aktive Fußballerkarriere beendete.

### Trainer
Ginsthofer begann noch während seiner aktiven Fußballerkarriere seine Trainertätigkeit beim SV Absdorf. Dort nach zwei Jahren wechselte er zum SV Rust in die 2. Klasse Donau. Nach einem Jahr ging er wieder zurück nach Absdorf, und darauffolgend wechselte er als Trainer an seine alte Wirkungsstätte zurück, dem FC Tulln, wo er bis 2017 der Trainer der Kampfmannschaft war.
Ginsthofer besitzt die UEFA-B-Lizenz.

## Privates
Rudolf Ginsthofer ist mit Rainer Ginsthofer verwandt.